# Ферчготт, Роберт
Роберт Фрэнсис Ферчготт (англ. Robert Francis Furchgott ; 4 июня 1916, Чарльстон, Южная Каролина — 19 мая 2009, Сиэтл, Вашингтон) — американский биохимик, лауреат Нобелевской премии по физиологии и медицине 1998 года «За открытие роли оксида азота как сигнальной молекулы в регуляции сердечно-сосудистой системы». 
Член Национальной академии наук США (1990). 
Почётный профессор Государственного университета нижнего Нью-Йорка (англ. State University of New York Downstate Medical Center).

## Биография
Роберт Ферчготт родился 4 июня 1916 года в Южной Каролине (США), в городе Чарльстон. Был женат на Ленор Мандельбаум (февраль 1915 — апрель 1983 года). Окончил Университет Северной Каролины в Чэпел Хилл в 1937 году, защитил докторскую диссертацию по биохимии в Северо-Западном университете (Иллинойс) в 1940 году. В 1949—1956 годах работал в медицинской школе Вашингтонского университета в Сент-Луисе (Сент-Луис). В 1956—1988 годах был профессором фармакологии в Государственном университете нижнего Нью-Йорка, позже — почётный профессор.
В 1978 году Ферчготт открыл вещество в эндотелиальных клетках, которое вызывает релаксацию кровеносных сосудов, — эндотелиальный фактор релаксации (англ. endothelium-derived relaxing factor). К 1986 году он изучил природу этого агента и механизм его действия: установил, что открытый им фактор релаксации есть не что иное как оксид азота (NO), важный компонент физиологии сердечно-сосудистой системы.
Ферчготт получил за своё открытие:
- международную премию фонда Гарднера (1991),
- премию Альберта Ласкера в области фундаментальных медицинских исследований (1996; вместе с Феридом Мурадом),
- Нобелевскую премию по физиологии и медицине (1998; вместе с Луисом Игнарро и Феридом Мурадом).